# Matrassteig (Neustadtl)

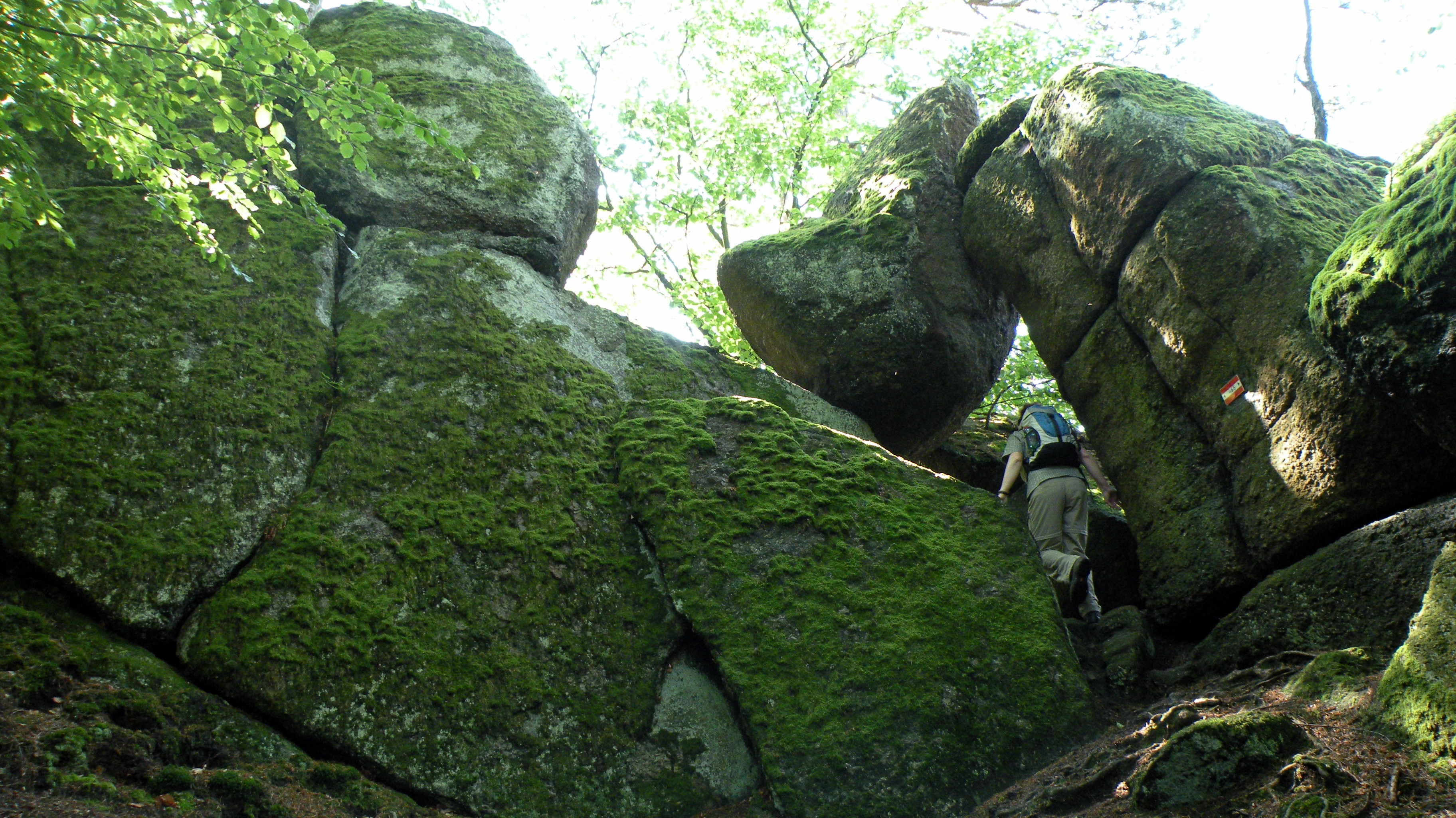
Weg durch den Stein, Matrassteig

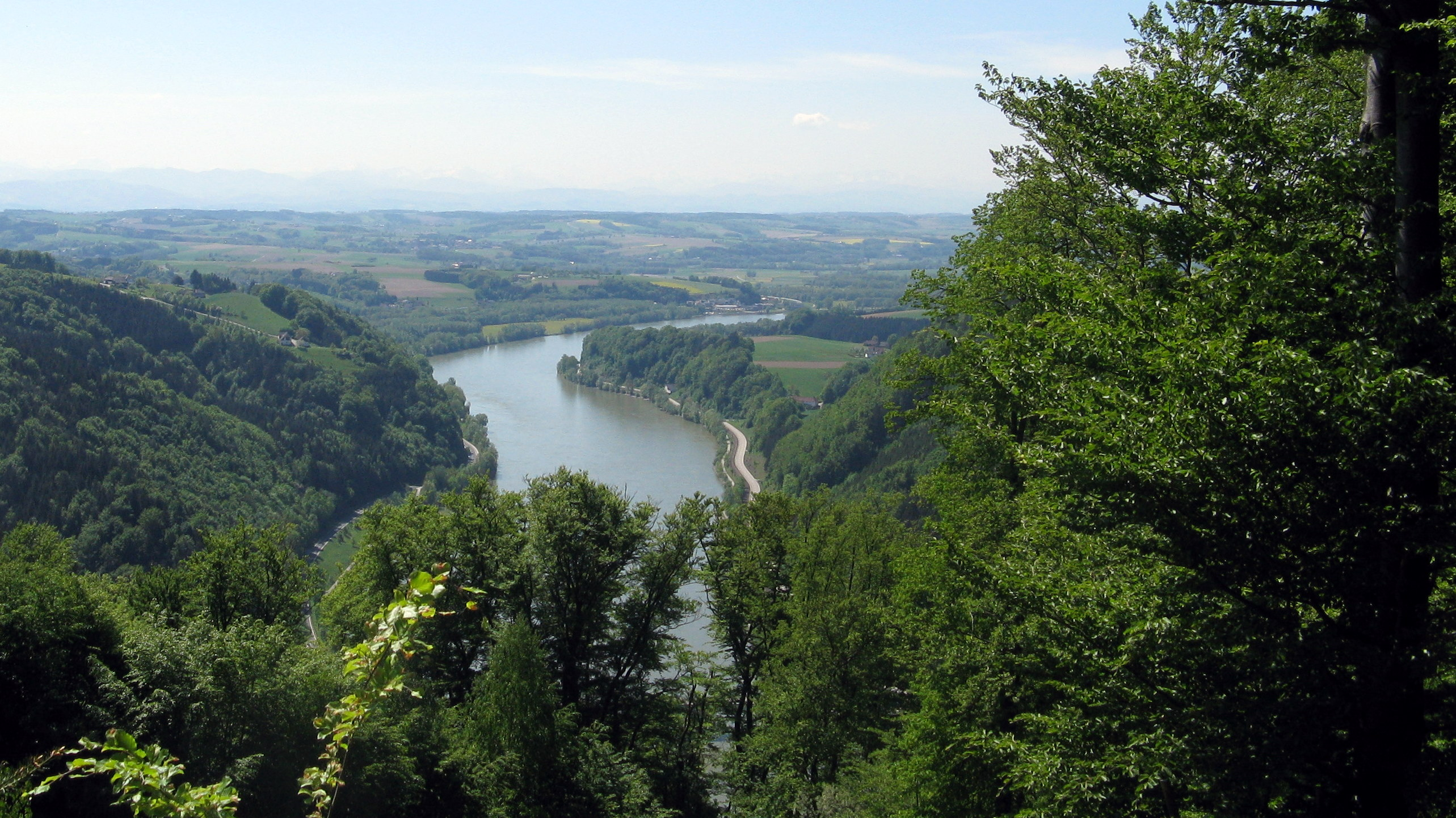
Ausblick vom Matrassteig Richtung Südwesten flussaufwärts ins Donautal und in die Ebene des Machlands

Der Matrassteig, auch Weg durch den Stein genannt, ist ein steiler, fast alpiner Wanderweg in der Ortschaft Schaltberg in Neustadtl an der Donau im Strudengau im Bezirk Amstetten in Niederösterreich, der vom rechten Donauufer auf den Brandstetterkogel führt.

## Beschreibung
Der nach Franz Eduard Matras benannte rund drei Kilometer lange Steig beginnt in der Ortschaft Tiefenbach (Gemeinde Ardagger) beim Parkplatz an der Auffahrt zur Ing. Leopold Helbich Brücke an der Greiner Straße und führt von der Donau (233 m ü. A.) zunächst als steiler Pfad auf eine Anhöhe, von wo der Steig dann annähernd horizontal entlang der gesamten Bergflanke in Serpentinen angelegt ist. 
Der Weg beeindruckt durch große Gesteinsblöcke, unter denen der Weg durchführt und durch die Aussichtsmöglichkeiten ins Donautal. Mit einem letzten Anstieg endet der Matrassteig bei der Brandstetterkogel-Schutzhütte (Viktoria-Adelheid-Schutzhütte) auf einer Kuppe des Brandstetterkogels auf 532 m ü. A. In einer Variante führt der Weg vorbei am Gipfelstein (519 m ü. A.) zur Schutzhütte.
Der Österreichische Touristenklub ist Erhalter des Matrassteigs und Besitzer der Schutzhütte. Der Weg befindet sich im niederösterreichischen Landschaftsschutzgebiet Strudengau und Umgebung und teilweise im FFH-Gebiet Strudengau - Nibelungengau.